# 東莉央
東 莉央（あずま りお、1998年7月27日 - ）は、日本のフェンシング選手。和歌山県出身。和歌山県立和歌山北高等学校、日本体育大学体育学部卒業。2024年4月より共同カイテック株式会社所属。妹は同じフェンシング選手でパリオリンピック女子フルーレ団体銅メダリストの東晟良。

## 略歴
フェンシング選手の母親の影響で、小学校5年の頃から妹の晟良と共にフェンシングを始め、1年半後の国際ケーニヒ杯小学生の部において妹が優勝、莉央が準優勝を果たす。
2012年第25回全国少年フェンシング大会中学生の部や2016年インターハイでは姉が優勝、妹が準優勝。
高校3年の時に世界ジュニア選手権日本代表に選出された経験を持つ。2016年全日本フェンシング選手権大会で女子種目では初の高校生での準優勝。
2018年2月、アジアジュニア選手権で銅メダルを獲得した。2019年のねんりんピック紀の国わかやま2019で姉妹揃って最終点火者を務めた。
2021年4月25日、東京オリンピックのフェンシング女子フルーレにフェンシングでは初となる姉妹揃って代表入りを果たす。
東京オリンピックフェンシング競技では女子フルーレ初戦で韓国の全希叔と対戦したが延長戦で敗れた。女子フルーレ団体には上野優佳、東晟良、辻すみれとともに出場したが、初戦でアメリカに36－45で敗れた。
2024年4月1日、妹の晟良と共にアスリート社員として共同カイテック株式会社に入社した。

## テレビ出演
- めざせ!2020年のオリンピアン（2015年7月7日、NHK総合）
- さまスポ（2018年5月5日、12日、テレビ東京）